# Aimé Alcebíades Silveira Lamaison
Aimé Alcebíades Silveira Lamaison (Passo Fundo, 21 de novembro de 1918 — Brasília, 12 de dezembro de 1998) foi um militar e político brasileiro.Foi também Governador do Distrito Federal, Brasília entre os anos de 1974 e 1979.

## Biografia
Cursou o Colégio Militar de Porto Alegre completando a sua formação militar na Escola Militar de Realengo, no Rio de Janeiro. Foi aluno da Escola de Aperfeiçoamento de Oficiais e da Escola de Comando e Estado-Maior do Exército, também no Rio de Janeiro. Esteve a frente várias Organizações Militares pelo país, inclusive o Centro de Preparação de Oficiais da Reserva (CPOR), sediado em Porto Alegre no ano de 1966. Alcançou o posto de coronel. Exerceu a função de secretário de Segurança Pública do Distrito Federal, durante o governo de Hélio Prates da Silveira (1970-1974).

## Governo do Distrito Federal
Foi nomeado pelo presidente da República João Batista Figueiredo (1979-1985), governador do Distrito Federal, substituindo a Elmo Serejo Farias. Durante a sua gestão construiu 23 centros de saúde nas cidades satélites e o Hospital Regional de Ceilândia. Foi o responsável pela instalação de 17 centros de bem-estar do menor (CEBEM). Entre as suas principais obras estão a duplicação  do viaduto Camargo Correia e os Terminal Rodoviário de Cruzeiro do Sul, Terminal de Taguatinga Sul e o Taguacenter.
O Regimento de Polícia Montada (RPMon) da Polícia Militar do Distrito Federal (PMDF)  foi criado durante a sua gestão como governador.

## Veja tembém
- Prefeitos e governadores do Distrito Federal